# Michael Tucker
Michael Tucker (Baltimore, 6 februari 1945) is een Amerikaans acteur. Hij speelde onder meer Stuart Markowitz in meer dan 170 afleveringen van L.A. Law, waarvoor hij in 1987, 1988 en 1989 genomineerd werd voor een Emmy Award en in 1988 en 1990 voor een Golden Globe. Hij debuteerde in 1976 op het witte doek met een naamloos rolletje in meervoudig Oscar-winnaar Network.
Tucker speelde sinds zijn debuut in meer dan vijftien films, meer dan dertig inclusief televisiefilms. Regisseurs Barry Levinson en Woody Allen deden daarbij meer dan eens een beroep op hem.
Tucker trouwde in 1973 met actrice Jill Eikenberry, met wie hij in 1982 zoon Max kreeg. Hij was op dat moment al vader van dochter Alison, die in 1969 geboren werd. Tucker speelde samen met zijn echtgenote in negen seizoenen van L.A. Law, waarin zij Ann Kelsey gestalte gaf. Tevens zijn ze beiden te zien in onder meer de films La fine del mondo nel nostro solito letto in una notte piena di pioggia (1978), An Unmarried Woman (1978), On Hope (1994) en The Happiest Day of His Life (2007).

## Filmografie
*Exclusief 15+ televisieseries
- Cold Souls (2009)
- The Happiest Day of His Life (2007)
- 'Til There Was You (1997)
- On Hope (1994)
- D2: The Mighty Ducks (1994)
- For Love or Money (1993)
- Checking Out (1989)
- Tin Men (1987)
- Radio Days (1987)
- The Purple Rose of Cairo (1985)
- The Goodbye People (1984)
- Diner (1982)
- Eyes of Laura Mars (1978)
- An Unmarried Woman (1978)
- La fine del mondo nel nostro solito letto in una notte piena di pioggia (1978, aka A Night Full of Rain)
- Final Chapter: Walking Tall (1977)
- Network (1976)

## Televisieseries
*Exclusief eenmalige gastrollen
- Tracey Takes On... - Harry Rosenthal (1996-1999, vijf afleveringen)
- Nowhere Man - Dr. Bellamy (1995, twee afleveringen)
- L.A. Law - Stuart Markowitz (1986-1994, 171 afleveringen)
- Hill Street Blues - Gabe Fimpel (1981-1984, twee afleveringen)
- Ryan's Hope - Harry Harcourt (1981, twee afleveringen)

- Bibliothèque nationale de France: cb14234514q (data)
- Gemeinsame Normdatei: 1027998372
- International Standard Name Identifier: 0000 0003 7424 2072
- Library of Congress Control Number: n94122957
- Nationale Bibliotheek van Israël: 987007435313705171
- Nederlandse Thesaurus van Auteursnamen: 304875910
- Système universitaire de documentation: 166090700
- Virtual International Authority File: 36154608
- WorldCat: E39PBJfcQMxyrfht6VwTq74yVC